# Jesper Arvidsson
Jesper Arvidsson (* 1. Januar 1985) ist ein schwedischer Fußballspieler. Der Abwehrspieler, der 2006 für die schwedischen U21-Nationalmannschaft auflief, gewann in der Spielzeit 2006 mit IF Elfsborg den schwedischen Meistertitel.

## Werdegang
Arvidsson begann mit dem Fußballspielen bei Götene IF. 2000 verließ der Defensivspieler den Klub aus Västergötland und wechselte in die Jugendabteilung des mehrfachen schwedischen Landesmeisters IF Elfsborg. Beim Klub aus Borås durchlief er die einzelnen Jugendmannschaften und rückte im Laufe der Spielzeit 2003 in den Kader der Männermannschaft auf, ohne in der Allsvenskan zum Einsatz zu kommen.
Im Laufe der Spielzeit 2005 setzte Trainer Magnus Haglund Arvidsson erstmals in der ersten Liga ein. Als Ergänzungsspieler kam er im Saisonverlauf zu vier Saisoneinsätzen. Auch in der folgenden Spielzeit kam er unregelmäßig zum Einsatz, in erneut vier Spielen trug er zum Gewinn des Lennart-Johansson-Pokals für die schwedische Meisterschaft bei. Parallel hatte er sich zu Saisonbeginn in den Kader der schwedischen U21-Auswahl gespielt, in der er unter den Trainern Tommy Söderberg und Jörgen Lennartsson am 28. Februar 2006 bei der 0:1-Niederlage gegen die irische Juniorennationalmannschaft debütierte. Analog zum Verein konnte er sich auch in der Auswahlmannschaft keinen Stammplatz erkämpfen.
Um mehr Spielpraxis zu erlangen, verlieh IF Elfsborg Arvidsson an Åtvidabergs FF in die zweitklassige Superettan. Ab der Zweitligaspielzeit 2007 gehörte er zu den Stammkräften des Klubs und verpasste in zwei Jahren nur drei Ligaspiele. Daraufhin wurde über das Interesse von Erstligaklubs an einer Verpflichtung des seinerzeit bis 2010 unter Vertrag stehenden Abwehrspielers berichtet. Letztlich kam ein Wechsel nicht zustande und Arvidsson wurde ein weiteres Jahr an Åtvidabergs FF verliehen.